# Palazzo d’Aquino di Caramanico al Chiatamone

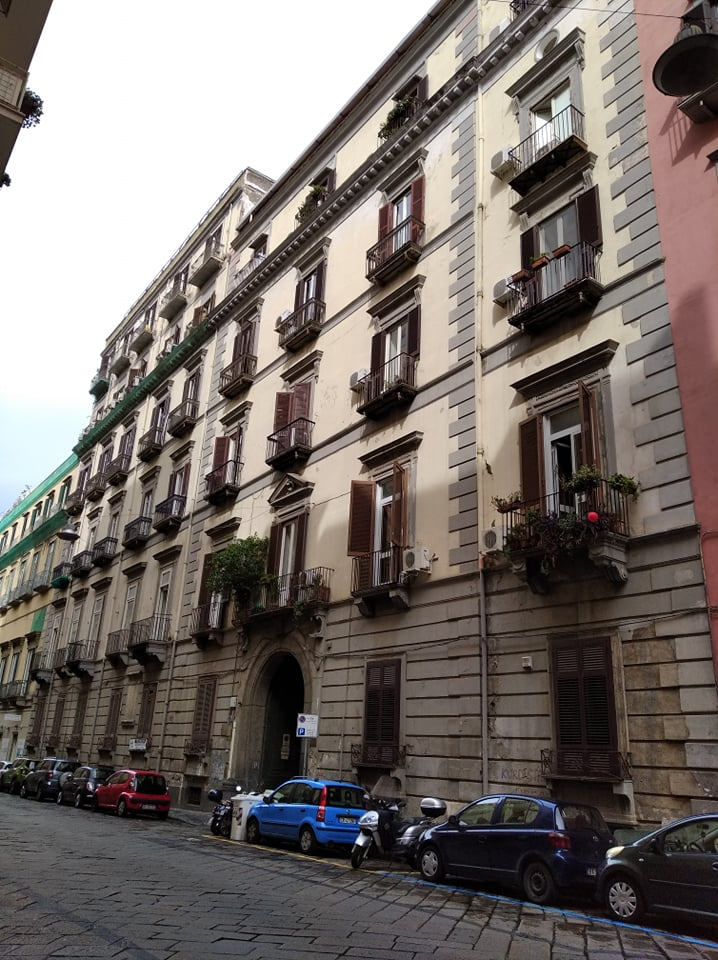
Palazzo d’Aquino di Caramanico al Chiatamone in Neapel

Der Palazzo d’Aquino di Caramanico al Chiatamone ist ein Palast aus dem 17. Jahrhundert im Viertel San Ferdinando von Neapel in der italienischen Region Kampanien. Er liegt an der Via Chiatamone, 7.

## Geschichte und Beschreibung
Der Palast wurde vermutlich Anfang des 17. Jahrhunderts erbaut und später war er die zeitweilige Residenz des Vizekönigs Iñigo Vélez de Guevara. Über die Zeit gab es viele Eigentümerwechsel. Eine Inschrift von Etienne Giraud aus dem Jahre 1771 (in dem der Palast „Palazzo Marotti“ hieß, weil der damalige Eigentümer der Herzog von Castelnuovo, Alessandro Marotta, war) erlaubt uns, das damalige Aussehen des Palastes zu sehen: Der Palast zeigte sich damals als Gebäude mit nur drei Stockwerken und mit Bossenwerk gerahmtem Spitzportal, während die Fenster des Zwischengeschosses mit „Schutzgittern“ ausgestattet waren und die der beiden oberen Stockwerke mit eleganten Tympana versehen waren, abwechselnd in dreieckiger oder gerundeter Form. Anfang des 19. Jahrhunderts kauften die D’Aquinos, Prinzen von Caramanico (was das „murattinische“ Kataster von 1815 bezeugt); diese besaßen auch die Villa Vannucchi in San Giorgio a Cremano. Die D’Aquinos ließen eine grundlegende Renovierung des Palastes durchführen (vielleicht in Folge der Schäden durch das Erdbeben von 1805): Der Palast wurde auf vier Stockwerke aufgestockt, das Spitzportal mit Bossenwerk im Barockstil wurde durch ein einfaches Rundbogenportal aus Piperno ersetzt. Ebenfalls die D’Aquinos, die heute noch Teile des Gebäudes bewohnen, ließen in den ersten Jahrzehnten des folgenden Jahrhunderts eine weitere Aufstockung um 1½ Etagen realisieren, was das Profil der Fassade asymmetrisch macht.
Dort lebte in seinen letzten Jahren der Historiker Bartolomeo Capasso, woran eine 1904 an der Fassade angebrachte Steintafel erinnert.

## Bildergalerie

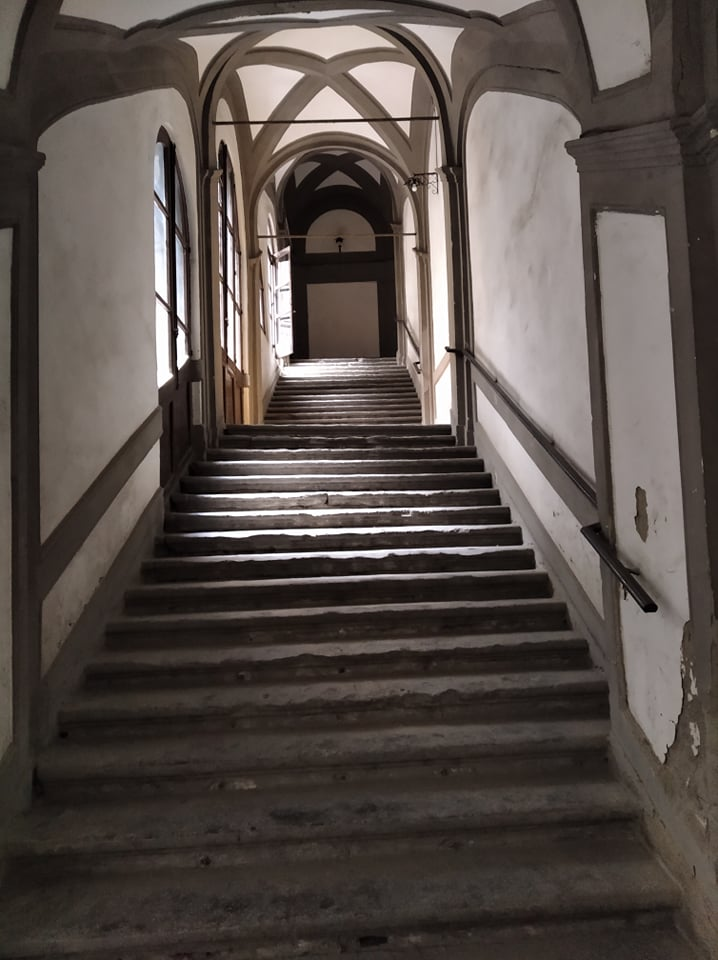
Die Haupttreppe
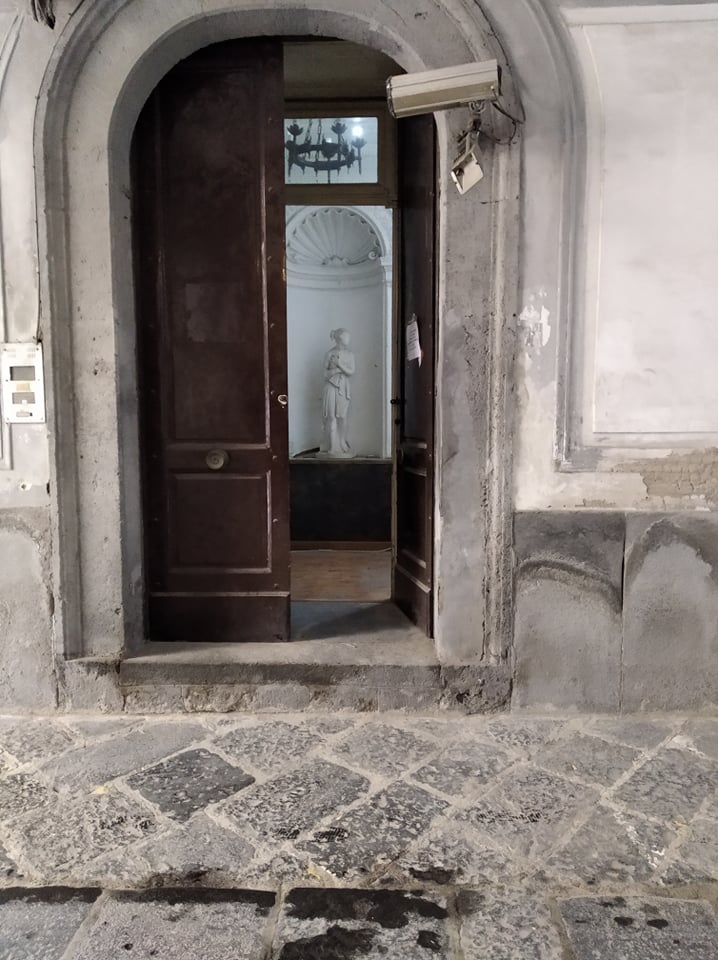
Statue in einer Nische